# تاتاکااو شیشو
تاتاکائو شیشُو (ژاپنی: 戦う司書, به معنی. «کتاب‌داران مبارز») یک مجموعه لایت ناول ژاپنی به نویسندگی ایشیئو یاماگاتا که توسط شیگکی ماشیما مصورسازی شده‌است و اولین جلد آن در ۲۲ سپتامبر ۲۰۰۵ منتشر گردید و تا ۱۰ ژانویه ۲۰۱۰ تعداد ۱۰ جلد از آن توسط شوئیشا منتشر شده‌است. از روی این رمان یک سری مانگا توسط کوکونوتسو شینوهارا تهیه گردید و توسط شوئیشا در مجلهٔ اولترا جامپ اگ بین مارس ۲۰۰۸ و اکتبر ۲۰۰۹ منتشر گردید. یک مجموعه تلویزیونی انیمه ۲۷ قسمتی نیز از روی این رمان با نام کتاب بانتورا (به انگلیسی: The Book of Bantorra) توسط دیوید پروداکشن و سنتایی فیلم‌ورکس در آمریکا تولید شد و از ۲ اکتبر ۲۰۰۹ شروع، و تا ۲ آوریل ۲۰۱۰ ادامه داشت.

## داستان
در جهانی که مردگان آن تبدیل به کتابی شبیه سنگ شده و این کتاب‌ها در کتابخانه‌ای به نام بانتورا جمع‌آوری می‌شدند و هر کس این کتاب‌ها را که با لمس کردن خوانده می‌شوند را بخواند، از گذشته آن‌ها مطلع می‌شود. کتابخانه بانتورا توسط کتابداران مسلح، که دارای توانایی‌های فراطبیعی هستند نگهداری می‌شود و دشمن آن‌ها یک فرقه مذهبی با نام کلیسای شیندکی است. کلیسای شیندکی انسان‌ها را با قرار دادن یک بمب درون سینه آن‌ها، تبدیل به یک سلاح زنده می‌کرد و این انسان‌ها صرفاً با نام گوشت شناخته می‌شدند و فقط برای انجام یک مأموریت برنامه‌ریزی شده بودند و آن کشتن رهبر کتابداران مسلح، هامیتس مستا بود.

## شخصیت‌ها
- هامیتس مستا (به ژاپنی: ハミュッツ＝メセタ Hamyuttsu Meseta) رهبر کتابخانه بانتورا و قویترین فرد در بین کتابداران مسلح بود. او زنی است بیخیال که تشنه مبارزه کردن است و همیشه به دنبال رقیبی می‌گردد که آنقدر قوی باشد که او را بکشد. سلاح اصلی او قلاب سنگی است که معمولاً بر دور دستش می‌پیچد و به او قابلیت پرتاب سنگ با قدرت و سرعت بسیار تا فواصل بسیار دور را به او می‌دهد. او قادر به پرتاب اشیا بزرگ نیز است اما معمولاً سنگ‌های ریز استفاده می‌کند. سرعت پرتاب سنگ‌های او حتی به ۵ برابر سرعت صوت می‌رسد. اما قدرت جادویی او سنسورهای حسی او هستند که به او اجازه شنیدن و حس کردن تمام تغییرات بدون اینکه کسی متوجه او شود، تا فاصله ۵۰ کیلومتری به او می‌دهد. تعداد حس گرهای او می‌تواند به بیلیونها برسد، اما این قابلیت او در طوفان دیگر کارایی ندارد. او در گذشته با ماتالاست رابطه عشقی داشته‌است.[۶]
- ماتالاست بالوری (به ژاپنی: マットアラスト＝バロリー Mattoarasuto Barorī) او یکی از پنج نفر قدرتمند در میان کتابدارن مسلح است. او معمولاً یک کت مشکی و کلاه لبه‌دار به سر دارد و از ۱۵ سالگی به کتابداران مسلح ملحق شد. ماتالاست نیز یک آدم بیخیال است و در میان اطرافیانش به دروغ‌گویی شهرت دارد. سلاح اصلی او تفنگ است و قابلیت جادویی او دیدن ۲ ثانیه جلوتر در آینده است که در هنگام مبارزه به او اجازه تصمیم‌گیری از قبل را می‌دهد. او یکی از معدود کسانی است که از راز بهشت باخبر بوده و همچنین از آن محافظت می‌کند.[۷]
- میرپوک فایندل (به ژاپنی: (ミレポック＝ファインデル Mirepokku Fainderu) یک جنگجو درجه سوم در میان کتابداران مسلح است و معلم نولوتی است. او زمانی یکی از افسران امپراتور بود و توسط هامیتس مستا به کتابداران مسلح معرفی شد. میرپوک دختری جوان است که قادر به ابراز احساسات خود نمی‌باشد. سلاح او شمشیر و تپانچه است و قدرت جادویی او تلپاتی کردن است، به شرط دانستن نام و ظاهر آن شخص، قادر است با هر کس در فواصل دور نیز ارتباط برقرار کند. او عاشق ولکن مکمنی می‌باشد.
- ولکن مکمنی (به ژاپنی: ヴォルケン＝マクマーニ Voruken Makumāni) یک پسر جوان با درجه سوم در میان کتابداران مسلح است. سلاح او دیسک‌های برنده‌ای هستند که او به طرف دشمن پرتاب می‌کند و توانایی کنترل آن‌ها را دارد. قابلیت جادویی او ایجاد توهم است و می‌تواند چندین کپی از خود خلق کند.
- نولوتی مالچه (به ژاپنی: ノロティ＝マルチェ Noroti Maruche) یک کارآموز در میان کتابداران مسلح است. او متخصص در مبارزات تن‌به‌تن است و ترجیح می‌دهد از تفنگ استفاده نکند.
- موکانیا فولورو (به ژاپنی: モッカニア＝フルール Mokkania Furūru) یکی از قوی‌ترین کتابداران مسلح در کنار هامیتس مستا به‌شمار می‌رود. او مردی تنهاست و به قدری قوی است که از قدرت خود نیز هراس دارد. بعد از جنگ میان کتابخانه بانتورا و امپراتوری، بعد از کشتن افراد زیادی احساس گناه می‌کند و به همین دلیل خود را درون هزارتوی داخل کتابخانه زندانی کرده‌است. قدرت جادویی او کنترل لشگری از مورچه‌های گوشت‌خوار است.